# Napalm Records
Napalm Records 凝固汽油弹唱片是一家奥地利独立唱片公司，旗下乐队多为重金属和硬摇滚风格。
凝固汽油弹唱片在成立起初主要和黑金属乐队合作，例如Abigor和Summoning，同时还签约了一些民谣金属乐队，例如Falkenbach和Vintersorg。
在公司发展过程中，其业务范围扩展并陆续签约了一些哥特金属、交响金属、力量金属和厄运金属等风格的乐队。
凝固汽油弹唱片拥有自己的出版社Iron Avantgarde Publishing